# Lobophytum schoedei
Lobophytum schoedei är en korallart som beskrevs av Moser 1919. Lobophytum schoedei ingår i släktet Lobophytum och familjen läderkoraller. Inga underarter finns listade i Catalogue of Life.